# Покровська церква (Любитів)
Церква Покрови Пресвятої Богородиці (скорочена назва: Свято-Покровська церква, Покровська церква) — чинна дерев'яна церква, пам'ятка архітектури місцевого значення (Охоронний №173), у селі Любитів Ковельського району Волинської області. Зведений до 1794 року. Парафія належить до Володимир-Волинської єпархії Православної церкви України.

## Історія
Костел був зведений ще до 1794 року, точна дата не відома. У 1794 церкву було відремонтовано, а 1795 внаслідок третього поділу Польщі Любитів, як і вся Волинь відійшли до складу православної Росії. В 1830 році церква була встановлена на кам'яний мур. 1871 року було перебудовано верхню частину церкви, в передній частині церкви було зведено дзвіницю.
Впродовж XX століття церква не припиняла своєї діяльності ні при нацистах, ні при комуністах .
3 квітня 1992 рішенням № 76 виконкому Волинської обласної ради церква отримала статус пам'ятки архітектури XVIII століття, місцевого значення. Номер пам'ятки 173. 
У церкві зберігаються копії метричних книг та сповідних розписів.

## Архітектура
Церква має висоту 12 сажнів (26 м), ширину 4 сажні (8.5 м), довжину 8 сажнів (17 м). Дерев'яна церква блакитного кольору. Вхід церкви виходить на північ. Вівтар з південного боку. 
За православною традицією більшість ікон розміщуються в середині церкви, проте давня ікона Пресвятої Богоматері з Богодитятком розташована з-зовні — зверху над входом. 
Зараз у церкві три дзвони. Менші дзвони відлиті у 1929 році. Великий дзвін має вагу у 282.5 кг, відлитий у 1876 році. На дзвоні міститься зображення Ісуса Христа та Іоанна Хрестителя. Раніше дзвонів було чотири, так 1877 року було відлито другий дзвін вагою 166 кг та третій — вагою 87 кг. Четвертий дзвін мав вагу 55 кг. 
1877 року коштом мирян було облаштовано новий триярусний іконостас. 

## Церковна громада
Церковна громада належить до Володимир-Волинської єпархії УПЦ КП Української православної церкви Київського патріархату. Настоятель — ієрей-отець Василій (в миру Василь Борисович Поліщук). 
При церкві діє недільна релігійна школа. 
Нині до парафії відноситься тільки село Любитів, в XIX столітті до церкви також відносилося село Воля-Любитівська. 

## Священики
| Священик              | Роки служіння | Роки служіння |
| --------------------- | ------------- | ------------- |
| Василій Конинський    | 1795          | 1798          |
| Павло Шамкевич        | 1798          | 1799          |
| Федір Кирилович       | 1799          | 1800          |
| Фома Антонович        | 1800          | 1801          |
| Антоній Ржондковський | 1801          | 1844          |
| Микола Ненадкевич     | 1845          | 1848          |
| Іполит Скабалланович  | 1848          | 1860          |

- На початку XX століття парафіяльним священиком був Петро Дашкевич, випускник Волинської духовної семінарії.
- Станом на 1929 рік настоятелем був І. Новоселецький.
- До 2010 року впродовж 20 років парафіяльним священиком був отець Михайло (в миру Марчук Михайло Никандрович). [1]